# Carchel
Carhel (632 m) lub Cyrhel – przełęcz w Beskidzie Małym, a także nazwa znajdującego się na niej przysiółka należącego do wsi Śleszowice. Znajduje się w Grupie Żurawnicy, która w regionalizacji fizycznogeograficznej Polski według Jerzego Kondrackiego zaliczana jest do Beskidu Małego, w nowszej regionalizacji z 2018 roku do Pasm Pewelsko-Krzeszowskich.
Carchel znajduje się pomiędzy szczytami Gołuszkowej (715 m) a Żurawnicy (724 m). Spod przełęczy spływają dwa potoki; potok na północnych zboczach przełęczy uchodzi do Tarnawki, na południowych do Lachówki.
Rejon przełęczy jest bezleśny, znajduje się na nim duża polana i osiedle Cyrchel. Osiedle należy do miejscowości Tarnawa Dolna. Dawniej były tutaj gospodarstwa rolne. Pozostało po nich kilka starych chałup, obecnie przekształconych na domki letniskowe. Pod lipą stoi murowana kapliczka z figurą Matki Boskiej. Planuje się objęcie ochroną całej polany jako zespół przyrodniczo-krajobrazowy.
Nazwa przełęczy jest pochodzenia wołoskiego. Cyrhleniem lub cerleniem nazywano wypaleniskowy sposób pozyskiwania gruntu pod uprawę, polegający na okorowaniu drzew i wypaleniu ich po rocznym suszeniu. Carchla lub Cyrhla to zniekształcony wyraz cerchla oznaczający polanę otrzymaną w wyniku cyrchlenia.
Przez przełęcz przechodzi granica między wsiami Śleszowice (stok północny) i Tarnawa Dolna (stok południowy i wschodni) – obydwie w województwie małopolskim, w powiecie suskim, w gminie Zembrzyce.
Szlaki turystyczne
 Mały Szlak Beskidzki na odcinku: Krzeszów – stoki Żurawnicy – przełęcz Carhel – Gołuszkowa – Góra Żmijowa – Prorokowa Góra – Zembrzyce
 Sucha Beskidzka – Lipska Góra – przełęcz Lipie – Gołuszkowa Góra – przełęcz Carhel – Żurawnica – Krzeszów.